# Janolus kinoi
Janolus kinoi is een slakkensoort uit de familie van de Janolidae. De wetenschappelijke naam van de soort werd in 2017 gepubliceerd door Edmunds en Carmona.